# Bahnhof Königssee (Oberbay)
Der Bahnhof Königssee (Oberbay) war der Endbahnhof der Königsseebahn in Schönau am Königssee im Berchtesgadener Land. Das ehemalige Empfangsgebäude in der Seestraße 17 steht unter Denkmalschutz. Es liegt etwa 200 Meter vom Nordufer des Königssees und den Anlegestellen der Königssee-Schifffahrt entfernt.

## Geschichte
Die Königlich Bayerischen Staatseisenbahnen errichteten den Bahnhof von 1908 bis 1909 als Endbahnhof der von Berchtesgaden her kommenden Königsseebahn. Ab deren Eröffnung am 29. Mai 1909 diente er überwiegend touristischen Zwecken. 1971 wurde die Strecke stillgelegt und die Gleise demontiert.
In den 1970er Jahren wurde das Empfangsgebäude um einen Anbau an der Südseite erweitert. Es handelt sich dabei um die einst in offener Holzständerbauweise errichtete Wartehalle, die im Laufe der Zeit in einen geschlossenen Raum umgewandelt wurde.
Am 2. Mai 2015 wurde im nördlichen Bereich des Gebäudes die Romy-Schneider-Ausstellung unter dem Motto „Romy Schneider – Ein Weltstar kehrt heim“ eröffnet. Die Dauerausstellung zeigt Exponate aus Privatsammlungen über das Leben von Romy und ihrer Mutter Magda Schneider. Magda Schneider lebte von 1935 bis zu ihrem Tod 1996 in Schönau, ihre Tochter Romy wuchs dort auf.
Für ein geplantes Vier-Sterne-Hotel mit 566 Betten wird vom Investor ein Teilabriss des denkmalgeschützten Empfangsgebäudes gefordert. Im Zuge des Hotelneubaus soll die Wartehalle abgerissen werden, um zusätzlichen Platz für das Bauvorhaben zu schaffen. Kritiker bezeichnen das Projekt als überdimensioniert. Neben dem Bund Naturschutz, dem Landesbund für Vogelschutz und Vertretern von Bündnis 90/Die Grünen Bayern lehnt auch der Heimatkundeverein Berchtesgaden das Projekt ab. Neben dessen Größe wurde auch die Verbauung des Landschaftsdenkmales „Löwenstein“ sowie der Teilabriss des Empfangsgebäudes kritisiert. Gegen das Projekt gingen 2021 zwei Petitionen an den Bayerischen Landtag.
Außer der Romy-Schneider-Ausstellung befindet sich heute eine Gaststätte im ehemaligen Empfangsgebäude.

## Beschreibung

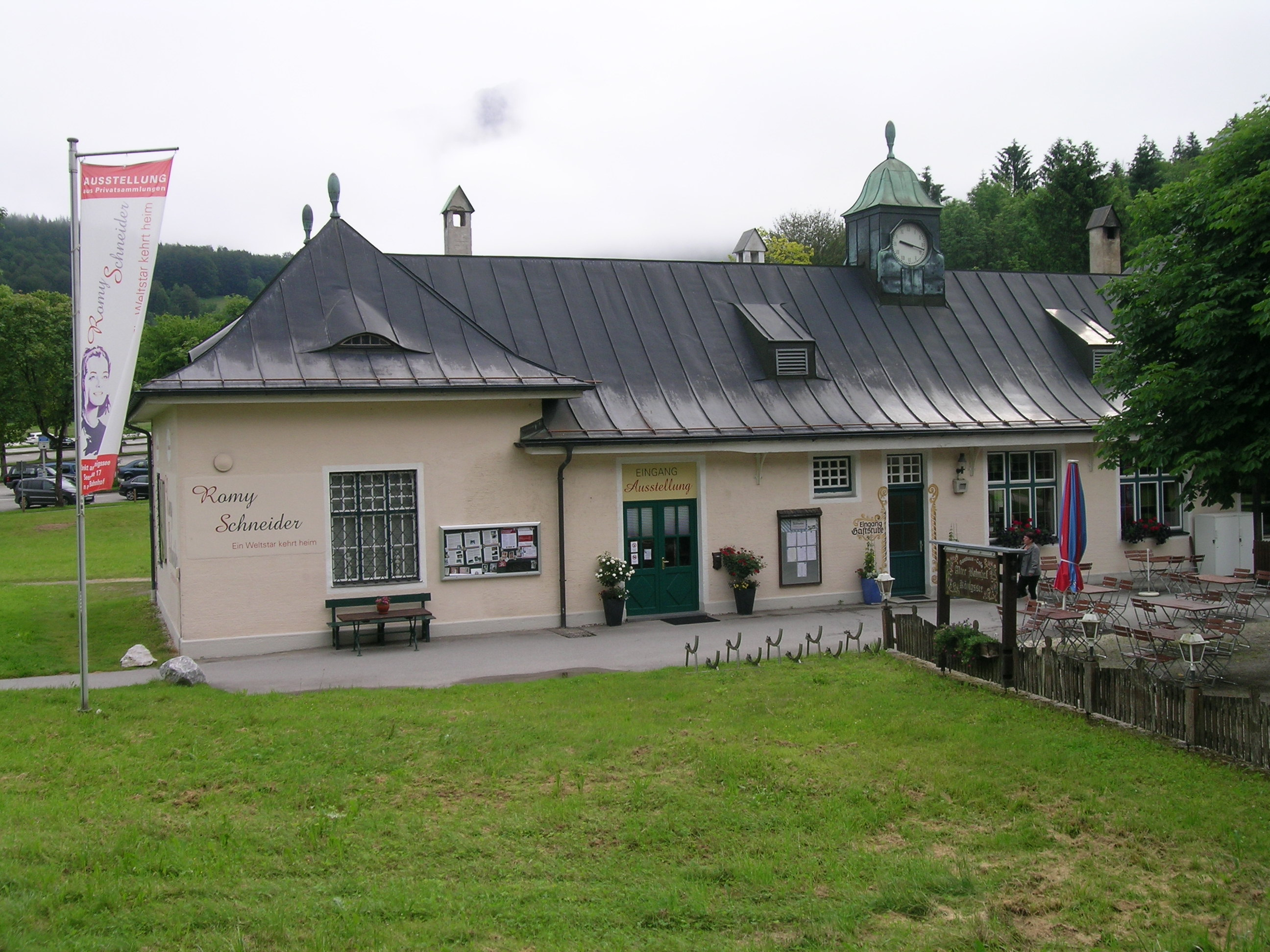
Empfangsgebäude mit Romy-Schneider-Ausstellung

Beim Empfangsgebäude handelt es sich um einen gegliederten Baukörper in barockisierendem Heimatstil auf einer Grundfläche von 600 Quadratmetern. Es besteht aus einem erdgeschossigen Satteldachtrakt zwischen einem leicht erhöhten Eckpavillon und dem zweigeschossigen Mittelteil, beide mit Walmdächern. An der ehemaligen Gleisseite an der nördlichen Längsseite befinden sich Arkaden.
Das Gebäude steht unter Denkmalschutz.